# Josip Vedral
Josip Vedral, slovenski violinist in pedagog, * 15. avgust 1872, Stavropol, Rusija, † 21. april 1929, Ljubljana.
Josip Vedral je bil češki državljan, pozneje je prejel jugoslovansko državljanstvo. Leta 1891 je iz violine absolviral na glasbenem konservatoriju v Pragi. Leta 1899 je v Pragi zaključil še študij klavirja in leta 1901 pa še iz petja. Jeseni leta 1895 je na povabilo Glasbene matice prišel v Ljubljano, kjer je deloval kot profesor violine in tedaj dalje vneto prispeval k razvoju slovenske glasbe. Decembra 1922 je bil za svoje delo odlikovan z redom sv. Save V stopnje. Sodeloval je tudi kot organist na ljubljanskem frančiškanskem koru in je pripomogel k popularizaciji cerkvenega petja v tej cerkvi. Poleg tega je poučeval tudi klavir na orglarski šoli v Ljubljani. Komponiral je tudi krajše skladbe, med njimi je Slovenska koračnica (za klavir). 